# 腓尼基语
腓尼基语（𐤃𐤁𐤓𐤉𐤌 𐤊𐤍𐤏𐤍𐤉𐤌‬）是古代的一种语言，使用于地中海沿岸的部分地区，这些地区在古埃及语中称作Pūt ，腓尼基语、阿拉伯语、希伯来语、阿拉姆语称作「迦南」，希腊语、拉丁语称作"腓尼基" 。腓尼基语属于闪含语系闪米特语族。迦太基语便是由腓尼基语与柏柏尔语融合发展而来的。腓尼基语和迦太基语都使用腓尼基字母进行书写，希腊字母便是以腓尼基字母改造而来。
现存语言中与腓尼基语最接近的语言为希伯来语。

## 延伸閱讀
- Krahmalkov, Charles R., , Handbook of Oriental Studies, Section 1 54, Leiden, Boston & Köln: Brill Publishing, 2001, ISBN 9004117717.
- J. Friedrich – W. Röllig (1999). Phönizisch-punische Grammatik (III ed., neu bearbeitet von M.G. Amadasi Guzzo unter Mitarbeit von W.R. Meyer)

## 外部連結
- （英文） Fiche langue dans Linguist List （页面存档备份，存于）
- （法文） Page sur l'alphabet phénicien （页面存档备份，存于）